# Nieszczeta żółtonoga
Nieszczeta żółtonoga (Nemoura cinerea) – gatunek widelnicy z rodziny nieszczetowatych.

## Taksonomia
Gatunek ten został opisany w 1783 roku przez Andersa Jahana Retziusa jako Perla cinerea.

## Opis
Widelnica ta osiąga od 4 do 6,8 mm długości ciała, przy długości przedniego skrzydła od 5 do 7,9 mm. Samiec tego gatunku charakteryzuje się obecnością dwóch zębów na wierzchołkach przysadek odwłokowych. Imagines bardzo licznie spotykane w pobliżu wód stojących i płynących w okresie od kwietnia do września. Ubarwienie ciała jest ciemnobrązowe, nogi charakteryzują się żółtawymi trzonkami. Użyłkowanie skrzydeł jest czarne. Znakiem rozpoznawczym tego gatunku są żyłki, znajdujące się przy wierzchołku przedniego skrzydła. W momencie skrzyżowania ich tworzą skośny znak „X”.

## Rozprzestrzenienie
W Europie gatunek ten został wykazany z Andory, Austrii, Białorusi, Belgii, Bośni i Hercegowiny, Bułgarii, Chorwacji, Czech, Danii, Estonii, Finlandii, Francji, Hiszpanii, Holandii, Irlandii, byłej Jugosławii, Litwy, Luksemburgu, Łotwy, Macedonii Północnej, Niemiec, Norwegii, Polski, Portugalii, Rumunii, Rosji, Słowacji, Słowenii, Szwecji, Szwajcarii, Ukrainy, Węgier, Wielkiej Brytanii i Włoch.